# Махмудов, Ягуб Микаил оглы
Ягуб Микаил (Микаиль) оглы Махмудов (азерб. Yaqub Mikayıl oğlu Mahmudov) — азербайджанский историк,  действительный член НАНА, лауреат Государственной премии Азербайджанской Республики (2012), доктор исторических наук, профессор, заслуженный деятель науки Азербайджанской Республики (1992), заслуженный деятель науки Республики Дагестан (2011), депутат Милли Меджлиса АР II, III, IV и V созывов.

## Биография
Родился 10 февраля 1939 года в селе Баш-Гёйнюк Нухинского района Азербайджана. В 1962 году окончил с отличием исторический факультет Азербайджанского государственного университета и был оставлен в очной аспирантуре. В 1966 году защитил кандидатскую, а в 1989 году в Московском государственном университете — докторскую диссертации.
В 1991 году получил учёное звание профессора.
В 1966–1975 гг. работал научным редактором, старшим научным редактором, заведующим редакцией, заместителем главного редактора по научной работе в «Азербайджанской советской энциклопедии», в 1968–1981 гг. — старшим преподавателем, доцентом в Азербайджанском государственном педагогическом институте (ныне АГПУ), в 1992–1993 гг. — заместителем председателя Высшей аттестационной комиссии при Кабинете министров Азербайджанской Республики (ныне Высшая аттестационная комиссия при Президенте Азербайджанской Республики) и генеральным директором издательско-полиграфического объединения «Азербайджанская энциклопедия», в 1981–2004 гг. — доцентом, заведующим кафедрой, заместителем декана, деканом на историческом факультете Бакинского государственного университета.
Был избран депутатом в Милли Меджлис Азербайджанской Республики II, III, IV и V созывов. Член Совета ветеранов Партии «Ени Азербайджан».
С 13 сентября 2004 по 22 января 2021 — директор Института истории Национальной академии наук Азербайджана.
С 2017 года действительный член Национальной академии наук Азербайджана.
Совершил паломничество в города Мекка и Медина, посетил святыни в городах Багдад, Куфа, Наджаф, Кербела, Мешхед.

## Научная и общественно-политическая деятельность
Осуществил научно-исследовательские работы, посвященные проблемам дипломатических отношений с европейскими странами в XV-XVII веках. Автор монографий «Взаимоотношения государств Аккоюнлу и Сефевидов с западноевропейскими странами (вторая половина XV – начало XVII века)» (на русском языке; Б., 1991), «Азербайджанская дипломатия (XV-XVII века)» (Б., 1996), а также книг «Неизученные страницы» (Б., 1972), «Путешественники прибывают в Азербайджан» (Б., 1977), «Путешествие в Страну огней» (Б., 1980), «Связи Азербайджана с европейскими странами» (Б., 1986), «Путешественники, открытия, Азербайджан» (Б., 1985).
В своих выступлениях и интервью подчёркивает свою приверженность концепциям в области истории и современности Южного Кавказа, выдвигаемым президентом Азербайджана Ильхамом Алиевым, которого Махмудов характеризует как «выдающегося государственного деятеля современности», обладающего «глубокими и всесторонними историческими знаниями». Ключевая идея концепции Ильхама Алиева, согласно Махмудову, состоит в том, что «армяне — пришлое население Южного Кавказа, и после обоснования их на этой территории напряженность в регионе возросла, а современная Республика Армения и неконтролируемый марионеточный режим в Нагорном Карабахе превратились в гнёзда терроризма… Нынешняя Республика Армения была создана на землях исторического Азербайджана — на территории бывшего Иреванского ханства».
В январе 2009 года в статье в газете «Бакинский рабочий» Махмудов заявил о необходимости поддержать призыв президента Алиева о переходе к наступательной стратегии в «информационной войне против армянских фальсификаторов… чтобы одержать победу над армянским фашизмом и освободить родные земли». Единственно верный путь к восстановлению территориальной целостности страны — «довести историческую действительность до сведения мировой общественности».
Также Махмудов поддерживает идеи экс-главы Администрации Президента АР Рамиза Мехтиева о проживании тюрков на территории Закавказья с античных времен.
В этой связи характерными для позиции Махмудова становятся его заявления о «5 000-летней истории государственности Азербайджана» как составной части Туранского (тюркского) мира, о тюркском населении античной Кавказской Албании, отказ признать историческими фактами существование античной Великой Армении и Геноцида армян.
Резкий отпор со стороны Махмудова получают научно-исторические публикации, содержание которых противоречит официальным историческим концепциям, принятым в современном Азербайджане. Авторов подобных публикаций он обвиняет в пособничестве армянской националистической пропаганде:
- атлас «Туран на старинных картах», подготовленный совместно российскими и казахстанскими учёными[15][18] (2009 г.)
- Большая российская энциклопедия, статья о Нагорном Карабахе[19] (2007 г.)
- монография Фариды Мамедовой «Кавказская Албания и албаны»[20][21] (см. также Научная дискуссия вокруг книги Мамедовой «Кавказская Албания и албаны»).

Комментируя территориальный спор вокруг грузинского монастыря Давид-Гареджа Махмудов заявил, что «...Кешикчидаг (Давид Гареджи), и Восточная Грузия — исконные азербайджанские земли. Тифлис — древний азербайджанский город».

## Награды и звания
- Орден «Честь» (14 февраля 2009 года) — за большие заслуги в исследовании и преподавании исторической науки в Азербайджане[23][24]
- Орден «Слава» (13 февраля 1999 года) — за заслуги в развитии исторической науки в Азербайджане и активное участие в общественно-политической жизни Республики[25][26]
- Орден «Труд» I степени (9 февраля 2019 года) — за многолетнюю плодотворную деятельность в области исследования истории Азербайджана[27][28]
- Орден «Атаман Антон Головатый» (11 декабря 2012 года, Землячество казаков Азербайджана)[29]
- Юбилейная медаль «100-летие Гейдара Алиева (1923—2023)» (2024)
- Юбилейная медаль «100-летие Азербайджанской Демократической Республики (1918—2018)» (2019)
- Юбилейная медаль «100-летие Полиции Азербайджана (1918—2018)» (2018)[29]
- Юбилейная медаль  «100-летие Азербайджанской юстиции (1918—2018)» (2019)
- Юбилейная медаль «100-летие органов государственной безопасности и внешней разведки Азербайджанской Республики (1919—2019)» (2019)
- Юбилейная медаль «100-летие Пограничной охраны Азербайджана (1919—2019)» (2019)
- Юбилейная медаль «100-летие Бакинского государственного университета (1919—2019)» (2019)
- Медаль «Парламент» Милли Меджлиса (2018)[29]
- Заслуженный деятель науки Азербайджанской Республики (4 марта 1992 года) — за заслуги в развитии науки и народного образования, подготовке высококвалифицированных научных кадров в Республике[30][4][31]
- Заслуженный деятель науки Республики Дагестан (29 сентября 2011 года, Республика Дагестан, Россия) — за большой вклад в развитие научного сотрудничества между Республикой Дагестан и Азербайджанской Республикой[32]
- Почётный титул «The Name in Science»[4]
- Государственная премия Азербайджанской Республики в области науки за 2012 год (25 мая 2012 года) — за цикл трудов по истории Карабаха, Нахчывана и Иреванского ханства[33][34]
- Действительный член Национальной академии наук Азербайджана (2017)
- Действительный член Международной академии наук исследований тюркского мира (2019)[35]
- Действительный член Международной академии Айтматова (2009)
- Действительный член Международной академии современных наук им. Лютфи Заде (2001)[29]
- Действительный член Итальянской международной академии экономических и социальных наук (2022)
- Действительный член Европейской академии естественных наук (2020)
- Действительный член Итальянской академии Бонифация (2021)
- Действительный член Израильской независимой академии развития наук (2022)[4][36]
- Международная медаль «Симург» (2019, Ассоциация культуры Азербайджана «Симург»)[37]
- Международная премия Ататюрка (20 декабря 2019 года) — за выдающийся вклад в науку и образование тюркского мира[38]
- Международная награда «Учёный года в тюркском мире» за 2019 год (10 января 2020 года, Международная академия наук исследований тюркского мира)[39][40]
- Орден «Звезда европейского лидера» (2020, организация «UN Council for Public Awards» (UNCOPA))[39]
- Международная премия «Человек года в тюркском мире» за 2022 год (3 февраля 2023 года)[41]
- Медаль «Международная золотая звезда» (2019)[35]
- Золотая медаль «Лучший ученый-исследователь патриот» (2013, Европейский издательский дом)[42]
- Медаль «Дружба» (2019, Германо-азербайджанское общество) — за большой вклад в развитие азербайджано-германских научных связей[43]
- Орден «Феномен» («Леонардо да Винчи») (23 декабря 2022 года, Международный комитет по присуждению наград Европейской академии естественных наук (ЕАЕН))[44]
- Международная награда «Учёный года в Европе» за 2022 год (23 декабря 2022 года, Международный комитет по присуждению наград Европейской академии естественных наук (ЕАЕН))[44]
- Премии «Юсиф Мамедалиев», «Расул Рза», «Гызыл гылындж», «Гызыл гелем», «Самир Аскерханов»[4], «Хумай»[29], «Друг молодежи»[45] и «Друг экологии»
- Национальная премия «Друг молодёжи» (2010)[46]

## Основные работы
- Azərbaycanın Avropa ölkələri ilə əlaqələri (азерб.). — Bakı: ADU, 1986.
- Взаимоотношения государств Аккоюнлу и Сефевидов с западноевропейскими странами (II половина XV - начало XVII века). — Баку: издательство Бакинского университета, 1991.
- Азербайджан и Европа. — Москва: ИРИС ГРУПП, 2010. (также издано на азербайджанском, турецком, английском и итальянском языках)
- Azərbaycan tarixində Heydər Əliyev şəxsiyyəti (азерб.). — Bakı: «Təhsil», 2002.
- Azərbaycan Xalq Cümhuriyyəti Ensiklopediyası. 2 cilddə (азерб.). — Bakı: «Lider nəşriyyat», 2004–2005. (главный редактор)
- Азербайджан: краткая история государственности. — Баку: «Тахсил», 2005. (также издано на азербайджанском, урду, английском и украинском языках)
- Гарабаг: реальная история, факты, документы. — Баку: «Тахсил», 2007. (также издано на азербайджанском, турецком, английском, арабском, французском и немецком языках – соавтор)
- Naxçıvan: tarixi və abidələri (азерб.). — Bakı: «Təhsil», 2007. (на азербайджанском и английском языках – соавтор)
- Azərbaycan tarixi atlası (азерб.). — Bakı: Bakı Kartoqrafiya Fabriki, 2007. (главный редактор)
- Иреванское ханство: российское завоевание и переселение армян на земли Северного Азербайджана. — Баку: «Чашыоглу», 2010. (также издано на азербайджанском, турецком, английском, румынском, итальянском, арабском, испанском и немецком языках – главный редактор, автор вступительной статьи и послесловия)
- Победное шествие идей Гейдара Алиева. — Баку: «Тахсил», 2012. (также издано на азербайджанском и украинском языках)
- Şuşa‐Pənahabad (азерб.). — Bakı: «Təhsil», 2012. (руководитель проекта и автор предисловия)
- Heydər Əliyev. 2 cilddə (азерб.). — Bakı: Turxan NPB, 2013. (руководитель проекта, научный редактор, автор вступительной статьи и послесловия)
- İlham Əliyev və Azərbaycan tarix elmi (азерб.). — Bakı: Turxan NPB, 2014.
- Реальная история и вымысел о «Великой Армении». — Баку: «Элм», 2017. (также издано на азербайджанском, турецком, английском, грузинском, арабском, фарсидском, немецком, испанском, французском языках и иврите)
- Историческая правопреемственность Азербайджанского народа на Иреван и прилегающие территории должна быть восстановлена. — Баку: ИПО Турхан, 2015. (на азербайджанском, русском и английском языках)
- Azərbaycan Respublikasının tarixi. 2 cilddə (азерб.). — Bakı: Azərbaycan Tarixçiləri İctimai Birliyi, 2016. (руководитель проекта и научный редактор)
- Azərbaycan xalqına qarşı 1918‐ci il soyqırımları (азерб.). — Bakı: Azərbaycan Tarixçiləri İctimai Birliyi, 2016. (научный редактор и автор предисловия)
- Лженаука фальсификаторов или «история» по-армянски. — Баку: ИПО Турхан, 2017. (также издано на азербайджанском, английском и грузинском языках)
- Azərbaycan tarixi xəritələrdə. Atlas (азерб.). — Bakı: Azərbaycan Tarixçiləri İctimai Birliyi, 2022. (научный редактор, автор предисловия, издатель)

## Исторические концепции Махмудова
- Я.М.Махмудов. Самый опасный вымысел в истории (Ложь о «Великой Армении» — «Идеология» террора, геноцида и захвата чужих земель). Бакинский рабочий. 27.01.2009
- В момент расстрела 26 бакинских комиссаров Степана Шаумяна среди них не было
- Ягуб Махмудов: «История о 26 бакинских комиссарах оказалась мифом»